# 富圖納教堂

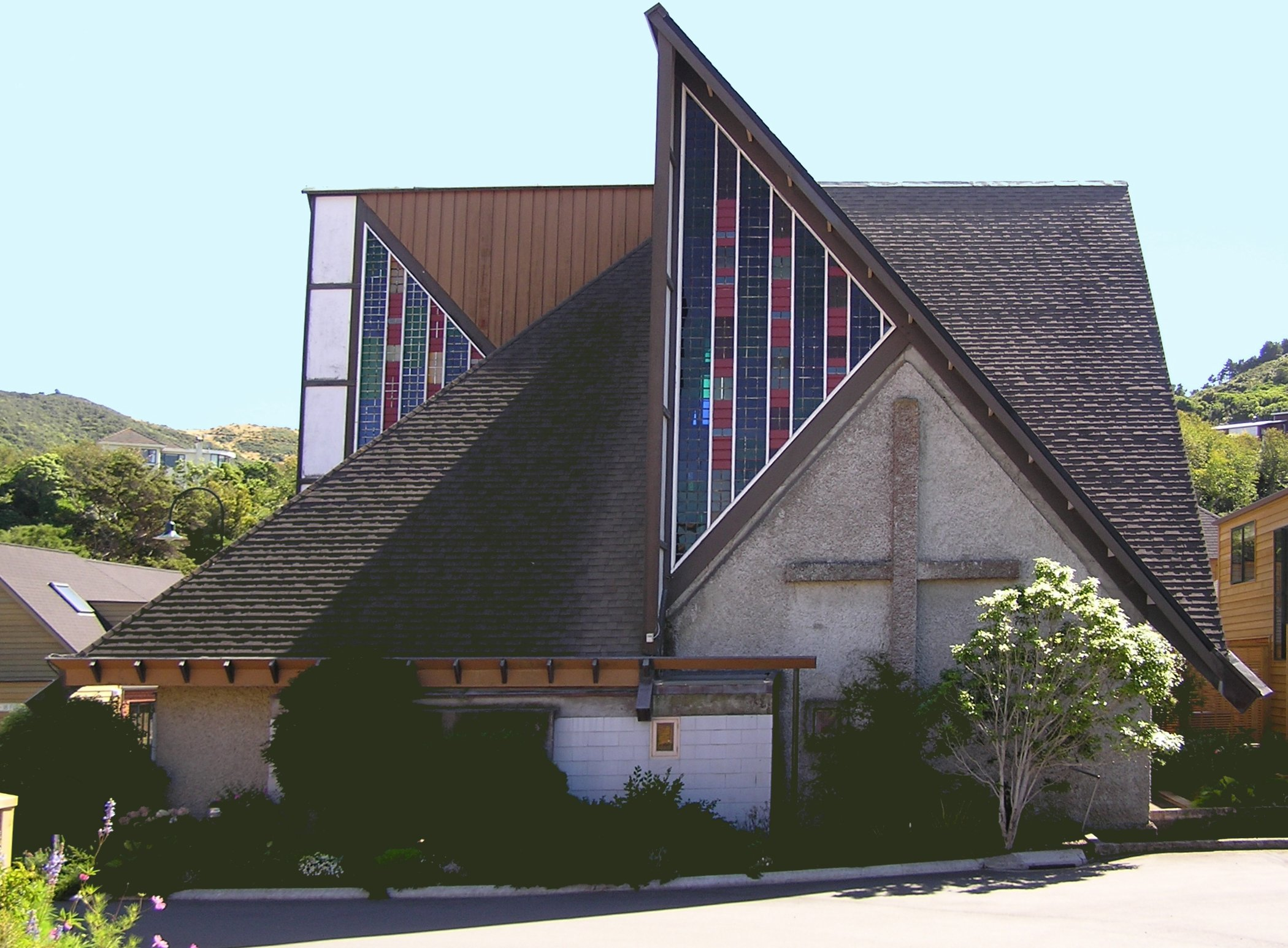

富圖納教堂（英語：Futuna Chapel）是紐西蘭威靈頓的一座建築，由建築師約翰·斯科特設計。
該教堂由瑪麗協會的成員建造，以位於太平洋的富圖納島命名，該教堂旨在紀念傳教士聖伯多祿·查納於1841年在該島殉難。富圖納教堂於1968年獲得紐西蘭建築師協會金獎，1986年獲得25週年獎。